# Lenguas tákicas

Mapa de las lenguas tákicas, que incluye las variantes dealectales.

Las lenguas tákicas son un grupo lenguas indígenas de la familia utoaztecas habladas en el sur de California.

## Clasificación
La clasificación interna de las lenguas tákicas consta de un grupo septentrional y un grupo meridional:
- Grupo Serrano-Gabrielino (tákico septentrional)

Serrano
Serrano†
Kitanemuk†
Tataviam†
Tongva†
Gabrieleño†
Fernandeño†
- Grupo Cupeño-Luiseño (tákico meridional)

Cahuilla-Cupeño
Cahuilla
Cupeño†
Luiseño-Juaneño
Nicoleño†
El signo † denota lengua que se consideran completamente extintas, además todas lenguas tákicas que aún sobreviven están severamente amenazadas de extinción.

## Descripción lingüística

### Morfología
Las lenguas tákicas son aglutinantes, donde las palabras llegan a estar formadas por una raíz seguida por largas series de sufijos.

## Comparación léxica
Los numerales para diferentes lenguas tákicas son:
| GLOSA | Cahuila      | Luiseño  | Serrano  | Tongva       | PROTO- TÁKICO |
| ----- | ------------ | -------- | -------- | ------------ | ------------- |
| '1'   | suplli       | suˈpul   | haukp    | pokūʔ        | *supuli       |
| '2'   | wih          | weh      | wøh      | wehēʔ        | *wøhi         |
| '3'   | pah          | ˈpāhay   | pāhiʔ    | pāheʔ        | *pāhai        |
| '4'   | wičiw        | waˈsaʔ   | wačah    | wačāʔ        | *wa¢i-        |
| '5'   | nema kʷanang | maˈhār   | mahäţ    | mahār        | *mahat        |
| '6'   | kʷan suplli  | paˈvāhay | päːvahiʔ | pavāheʔ      | *pa-pāhay     |
| '7'   | kʷan wih     |          | wačkuvik | wačāʔ kavyāʔ |               |
| '8'   | kʷan pah     |          | wāhʷč    | wehēš wačāʔ  |               |
| '9'   | kʷan wičiw   |          | maʔkuvik | mahār kavyāʔ |               |
| '10'  | nema čumi    |          | wahmäţ   | wehēš mahār  |               |
En la tabla anterior los signos del AFA /¢, č/ representan dos africadas (alveolar y postalveolar, AFI = /ʦ, ʧ/).